# Syntrichia montana
Syntrichia montana (deutsch Berg-Verbundzahnmoos) ist eine Laubmoos-Art in der Familie Pottiaceae.

## Beschreibung
Die bis 4 Zentimeter großen Pflanzen bilden dichte polsterförmige, durch die Glashaare gräulich schimmernde Rasen. Die trocken anliegenden, feucht aufrecht abstehenden Blätter sind spatelförmig, in der Mitte meist leicht verschmälert, an der Spitze abgerundet. Die Blattränder sind von unten bis wenig über die Blattmitte umgerollt. Die kräftige braune Blattrippe läuft an der Blattspitze in ein langes gezähntes, meist hyalines Glashaar aus. Die Ober(Ventral-)seite der Rippe weist papillöse Zellen auf, der Rippenquerschnitt zeigt 5 bis 6 Reihen englumiger, braunroter Stereiden.
Die Laminazellen sind am Blattgrund neben der Rippe rechteckig und hyalin, zum Rand hin kürzer und schmäler. In der oberen Blatthälfte sind sie klein, selten wenig größer als 10 Mikrometer und dicht mit Papillen versehen, die oft die Zellwände überragen und diese im Mikroskop nur undeutlich sichtbar erscheinen lassen.
Die Geschlechterverteilung ist diözisch. Die rote Seta ist bis 15 Millimeter, die aufrechte bis leicht gekrümmte und zylindrische Kapsel bis 3 Millimeter lang. Der spitze Deckel hat eine Länge von etwa zwei Drittel der Kapsel. Peristomzähne sind gewunden, ihre Basalmembran ist 0,3 Millimeter hoch. Die Sporengröße beträgt 10 bis 16 Mikrometer.

## Standortansprüche und Verbreitung
Die Art wächst auf sonnigem, trockenem Kalkgestein, seltener Sandstein, Nagelfluh oder basenreichem Silikatgestein, weiters auf Mauern, Lesesteinhaufen und ähnlichem, meist direkt auf dem Gestein, weniger oft über einer dünnen Erd- oder Humusauflage.
In Deutschland ist das Hauptverbreitungsgebiet in Süd- und Mitteldeutschland. Weltweit werden Vorkommen für Europa, westliches Asien und Nordamerika angegeben.

## Varietät
Populationen von Pflanzen, deren Blätter nur eine kurze Stachelspitze tragen, werden als  Syntrichia montana var. calva (Durieu & Sagot) J.J. Amann beschrieben. In Deutschland ist diese Varietät weitaus seltener als die Hauptform und unterscheidet sich auch hinsichtlich Ökologie und Soziologie kaum von dieser. Sie soll eher basischere Substrate bevorzugen.

## Taxonomie
Die Art wurde im Jahr 1819 durch Christian Gottfried Daniel Nees von Esenbeck erstbeschrieben. 1826 beschrieb Samuel Élisée von Bridel eine Art Syntrichia intermedia, die meist als Synonym von Syntrichia montana gilt; einige Taxonomen halten aber diesen Namen nach wie vor für den gültigen Namen der Art (vgl. etwa Düll 2006). Lange Zeit wurde sie in der Fachliteratur bevorzugt in der Umkombination Tortula intermedia (Brid.) De Not. erwähnt. Andere Taxonomen stellten die Art in die Gattung Barbula. Es gibt daher zahlreiche weitere Synonyme.
Die zeitweise als Unterart eingestufte Syntrichia montana Nees subsp. handelii (Schiffner) Podp. gilt heute wieder als eigene Art Syntrichia handelii (Schiffner) Agnew & Vondracek. Die nordamerikanische Syntrichia rupicola Allen wurde, durch William Campbell Steere, fälschlicherweise zeitweilig mit dieser Art synonymisiert.